# Centaur (1892)
Centaur – polski holownik portowy, uprzednio morski  zbudowany w stoczni B.Wencke Söhne w Hamburgu w 1892. Służył uprzednio jako niemiecki. Poprzednio nosił nazwy: Ernst, Union, Sambor i Simson. 
Holownik zbudowany został w stoczni B.Wencke Söhne w Hamburgu w 1892 roku. Wszedł do eksploatacji u niemieckiego armatora Bugsier-, Reederei- und Bergungs AG w Hamburgu jako „Simson”. Zakupiony został wraz z pięcioma innymi holownikami tej firmy przez Towarzystwo "Żegluga Wisła – Bałtyk" w listopadzie 1926 roku w celu holowania morskich lichtug z węglem z Tczewa do krajów skandynawskich. 12 grudnia 1926 r. jako „Sambor” został uroczyście oddany do eksploatacji wraz z całą flotą Towarzystwa.
Po likwidacji spółki w sierpniu 1928 roku, został w 1929 roku nabyty przez gdańską firmę Sieg und Co GmbH i pływał pod nazwą „Union”. Po przebudowie w stoczni Schihaua w  Elblągu w 1936 roku zmieniono mu nazwę na „Ernst”. W 1940 roku został przejęty przez marynarkę niemiecką Kriegsmarine, lecz w tym samym roku zwrócony armatorowi. W 1945 został ewakuowany na zachód i znalazł się w Kilonii.
Jako jednostka należąca uprzednio do Wolnego Miasta Gdańska, został przyznany Polsce przez Sojuszniczą Radę Kontroli 28 czerwca 1947 roku i przybył do Gdyni 13 listopada 1947 roku (holując holownik „Mamut”). Według starszej literatury, 13 grudnia 1947 podniósł po raz drugi polską banderę. Wszedł do eksploatacji w Wydziale Holowniczo-Ratowniczym Żeglugi Polskiej pod nazwą „Centaur”. Następnie służył jako holownik portowy Zarządu Portu Gdynia. Został wycofany z eksploatacji w 1962 roku, po czym złomowany.